# Église Saint-Maurice de Gourgançon
L'église Saint-Maurice de Gourgançon  est située sur la commune de Gourgançon, au sud du département de la  Marne, en France.

## Localisation
L'église avec cimetière attenant se trouve au centre du village, près du carrefour de la rue de Salon avec la rue Saint-Maurice. 

## Histoire
Sa nef remonte au XIIe siècle tandis que le chœur et les transepts sont datés de 1554. 
L'édifice est classé au titre des monuments historiques par arrêté du 6 novembre 1915.

## Description
Le chœur avec voute est composé de deux travées. Sur le mur de droite se trouve une piscine surmontée d’une accolade. Les stalles et la chaire sont ornées de sculptures du XVe siècle.
S'y trouve des peintures murales du XVIe siècle partiellement visibles .

## Mobilier
La base Palissy recense 10 objets protégés dont une statue en pierre de la Vierge, un Christ en croix du XVIIe siècle et une statue de saint Maurice.